# Tabaco (Albay)
Tabaco é um cidade de  quarta classe de renda da cidade (d) na província Albay, nas Filipinas. De acordo com o censo de 1 de maio  de  2020 possui uma população de 140 961 pessoas e 31 415 domicílios.